# 秋乃峰將司
秋乃峰 將司（あきのみね しょうじ、1977年3月27日 - ）は、神奈川県小田原市出身で峰崎部屋所属の元大相撲力士。本名は秋山 隆司（あきやま たかし）。身長191.3cm、体重146kg。血液型はA型。星座は牡羊座。得意手は右四つ、寄り。最高位は東幕下26枚目（2004年7月場所）。

## 来歴
相洋高校3年次在学中の1995年1月場所、峰崎部屋から初土俵。同期生には元十両・北勝光がいる。同年5月場所は西序二段156枚の地位で5連勝し、序二段の優勝争いに加わっていたが、6番相撲で栃不動に敗れて優勝を逃す。1996年5月場所、3人による優勝決定戦を制し、序二段優勝。この優勝決定戦は巴戦形式で行われたが、2周目までもつれ込む、珍しいケースだった。翌場所は三段目に昇格し、以後は三段目以上の番付を保っている。1998年5月場所は三段目優勝のチャンスがあったが、6番相撲で山田（のち若兎馬）に敗れ、三段目優勝を逃している。
三段目でやや苦労したが、2000年7月場所で幕下に昇進。峰崎部屋からは3人目の幕下力士となった。以降は幕下と三段目を往復することが続いた。東三段目58枚目だった2002年1月場所は1番相撲から6連勝とし三段目の優勝争いをしていたが、7番相撲で同じく全勝であった黒海に敗れ、三段目優勝を逃した。西幕下52枚目であった2003年5月場所では5番相撲で負傷、6番相撲以降は人生初の休場（6番相撲の若ノ城戦は不戦敗）。翌7月場所も怪我が治らず公傷休場した。
2004年5月場所は西幕下57枚目であったが、6番相撲で大雷童に敗れただけの6勝1敗で終え、翌7月場所は自己最高位となる東幕下26枚目となったが、その場所を負け越した。以降はまた幕下と三段目を往復するようになるが、2009年11月場所では東幕下60枚目で6連勝とし、幕下優勝争いに入る。勝てば幕下優勝が決まる7番相撲は同じく全勝の黒澤（のち益荒海）であったが、押し出しで敗れ、幕下優勝はならなかった。2010年3月場所、西幕下36枚目で1勝6敗に終わったのを最後に、幕下からは遠ざかるようになった。2011年は1月場所中に左膝の靱帯を損傷し、2月に手術を受けていた事を同年5月技量審査場所中に、所属している峰崎部屋の公式ブログにて発表。同場所は公傷休場を除けば初めての全休となった。
現役生活も土俵を務めているうちに長くなり、現役晩年は部屋のちゃんこ長も務めるなど、峰崎部屋を陰から支える存在となったが、2013年1月場所限りで現役引退したことが日本相撲協会から発表された。
現在は神奈川県小田原市で「どすこい 力士食堂」を経営している。

## 主な成績

### 通算成績
- 通算成績：380勝354敗15休（108場所）
- 幕下成績：67勝86敗1休（22場所）

### 各段優勝
- 序二段優勝：1回（1996年7月場所）

### 場所別成績
| | 一月場所 初場所（東京）  | 三月場所 春場所（大阪） | 五月場所 夏場所（東京）   | 七月場所 名古屋場所（愛知） | 九月場所 秋場所（東京） | 十一月場所 九州場所（福岡） |
| --- | ------------------------ | ----------------------- | ------------------------- | --------------------------- | ----------------------- | --------------------------- |
| 1995年 （平成7年） | （前相撲）               | 西序ノ口46枚目 5–2      | 西序二段156枚目 6–1       | 東序二段69枚目 2–5          | 東序二段106枚目 4–3     | 東序二段81枚目 5–2          |
| 1996年 （平成8年） | 東序二段37枚目 2–5       | 東序二段37枚目 2–5      | 西序二段4枚目 優勝 7–0    | 西三段目14枚目 1–6          | 西三段目51枚目 3–4      | 西三段目65枚目 3–4          |
| 1997年 （平成9年） | 西三段目50枚目 3–4       | 東三段目70枚目 4–3      | 東三段目53枚目 3–4        | 西三段目71枚目 4–3          | 東三段目52枚目 3–4      | 西三段目64枚目 4–3          |
| 1998年 （平成10年） | 西三段目64枚目 4–3       | 西三段目46枚目 3–4      | 西三段目62枚目 6–1        | 西三段目12枚目 3–4          | 東三段目26枚目 3–4      | 東三段目41枚目 2–5          |
| 1999年 （平成11年） | 東三段目68枚目 5–2       | 西三段目39枚目 3–4      | 西三段目59枚目 5–2        | 西三段目29枚目 3–4          | 東三段目43枚目 4–3      | 東三段目26枚目 4–3          |
| 2000年 （平成12年） | 西三段目14枚目 4–3       | 東三段目3枚目 3–4       | 東三段目18枚目 6–1        | 東幕下44枚目 3–4            | 西幕下55枚目 3–4        | 東三段目4枚目 2–5           |
| 2001年 （平成13年） | 西三段目23枚目 5–2       | 西幕下57枚目 3–4        | 東三段目10枚目 3–4        | 東三段目26枚目 4–3          | 西三段目12枚目 3–4      | 西三段目26枚目 1–6          |
| 2002年 （平成14年） | 東三段目58枚目 6–1       | 東三段目6枚目 2–5       | 西三段目31枚目 4–3        | 西三段目17枚目 5–2          | 東幕下56枚目 4–3        | 西幕下45枚目 2–5            |
| 2003年 （平成15年） | 東三段目10枚目 2–5       | 西三段目37枚目 6–1      | 西幕下42枚目 1–5–1        | 東三段目25枚目 休場 0–0–7   | 東三段目25枚目 4–3      | 西三段目10枚目 4–3          |
| 2004年 （平成16年） | 西幕下58枚目 3–4         | 東三段目9枚目 4–3       | 西幕下57枚目 6–1          | 東幕下26枚目 3–4            | 西幕下33枚目 3–4        | 西幕下41枚目 3–4            |
| 2005年 （平成17年） | 東幕下53枚目 3–4         | 西三段目4枚目 4–3       | 西幕下54枚目 2–5          | 西三段目15枚目 4–3          | 東三段目5枚目 3–4       | 東三段目19枚目 4–3          |
| 2006年 （平成18年） | 西三段目6枚目 2–5        | 東三段目31枚目 4–3      | 東三段目18枚目 5–2        | 西幕下55枚目 3–4            | 西三段目9枚目 3–4       | 東三段目24枚目 5–2          |
| 2007年 （平成19年） | 東幕下60枚目 3–4         | 東三段目14枚目 5–2      | 西幕下54枚目 4–3          | 東幕下47枚目 3–4            | 西幕下58枚目 3–4        | 東三段目15枚目 3–4          |
| 2008年 （平成20年） | 西三段目26枚目 4–3       | 東三段目12枚目 3–4      | 東三段目24枚目 4–3        | 東三段目13枚目 5–2          | 東幕下52枚目 2–5        | 西三段目11枚目 2–5          |
| 2009年 （平成21年） | 東三段目40枚目 4–3       | 西三段目22枚目 3–4      | 東三段目36枚目 4–3        | 東三段目22枚目 4–3          | 東三段目10枚目 4–3      | 東幕下60枚目 6–1            |
| 2010年 （平成22年） | 西幕下28枚目 3–4         | 西幕下36枚目 1–6        | 東三段目6枚目 3–4         | 東三段目22枚目 3–4          | 東三段目40枚目 4–3      | 西三段目25枚目 4–3          |
| 2011年 （平成23年） | 東三段目13枚目 3–4       | 八百長問題 により中止   | 東三段目27枚目 休場 0–0–7 | 東三段目82枚目 5–2          | 西三段目49枚目 2–5      | 東三段目76枚目 6–1          |
| 2012年 （平成24年） | 西三段目18枚目 2–5       | 東三段目44枚目 3–4      | 東三段目61枚目 5–2        | 西三段目30枚目 2–5          | 西三段目56枚目 5–2      | 西三段目27枚目 5–2          |
| 2013年 （平成25年） | 東三段目2枚目 引退 3–4–0 | x                       | x                         | x                           | x                       | x                           |
| 各欄の数字は、「勝ち-負け-休場」を示す。 優勝 引退 休場 十両 幕下 三賞：敢=敢闘賞、殊=殊勲賞、技=技能賞 その他：★=金星 番付階級：幕内 - 十両 - 幕下 - 三段目 - 序二段 - 序ノ口 幕内序列：横綱 - 大関 - 関脇 - 小結 - 前頭（「#数字」は各位内の序列） |                          |                         |                           |                             |                         |                             |

## 改名歴
- 秋山 隆司（あきやま たかし）1995年1月場所 - 1996年5月場所
- 秋ノ山 隆司（あきのやま - ）1996年7月場所 - 1997年1月場所
- 秋山 竜二（あきやま りゅうじ ）1997年3月場所 - 2001年1月場所
- 白鴎洋 竜二（はくおうなだ - ）2001年3月場所 - 2001年11月場所
- 秋山 竜二（あきやま - ）2002年1月場所 - 2006年1月場所
- 一山 秋一（はじめやま あきのり）2006年3月場所 - 2007年1月場所
- 秋の峰 修道（あきのみね しゅうどう）2007年3月場所
- 秋乃峰 修道（あきのみね - ）2007年5月場所 - 7月場所
- 秋乃峰 將司（あきのみね しょうじ）2007年9月場所 - 2013年1月場所